# خوسيه رومان (لاعب كرة قاعدة)
خوسيه رومان (بالإنجليزية: José Román)‏ هو لاعب كرة قاعدة دومينيكاوي، ولد في 21 مايو 1963 في سانتو دومينغو في جمهورية الدومينيكان.

## وصلات خارجية
- خوسيه رومان على موقعبيزبول رفرنس.كوم (الدوري الرئيسي) (الإنجليزية)
- خوسيه رومان على موقعبيزبول رفرنس.كوم (الدوري الثانوي) (الإنجليزية)